# 山巔之城 (電視劇)
《山巔之城》（英語：City on a Hill）是一部美國犯罪電視劇，由查克·麥克林（Chuck MacLean）根據班·艾佛列克和麥克林的共同發想進行創作，凱文·貝肯與奧迪斯·霍吉主演。敘述美國1990年代初的波士頓，地方助理檢察官與一名腐敗且備受尊敬的FBI老將意外建立合作關係，攜手處理一起改變整個城市刑事司法體系的案件。該劇於2019年6月7日在網路串流首播，6月16日在Showtime頻道播映。2019年8月2日Showtime頻道續訂第二季，於2021年3月28日首播。2021年6月2日續訂第三季，於2022年7月31日首播。2022年10月27日，Showtime頻道在播出三季後取消本劇。

## 演員

### 主要角色
- 凱文·貝肯飾演約翰·「傑基」·羅爾（John "Jackie" Rohr）
- 奧迪斯·霍吉飾演狄柯西·沃德（DeCourcy Ward）
- 喬納森·塔克飾演法蘭西斯·「法蘭基」·萊恩（Francis "Frankie" Ryan）
- 馬克·歐布萊恩（英语：Mark O'Brien (actor)）飾演詹姆斯·「吉米」·萊恩（James "Jimmy" Ryan）
- 蘿倫·E·班克斯（Lauren E. Banks）飾演西沃恩·奎伊（Siobhan Quay）
- 阿曼達·克萊頓（英语：Amanda Clayton）飾演凱茜·萊恩（Cathy Ryan）
- 吉尔·谢伊（英语：Jere Shea）飾演亨利·「漢克」·西格納（Henry "Hank" Signa）
- 凱文·查普曼（英语：Kevin Chapman）飾演迪基·米洛（Dickie Minogue）
- 吉尔·亨内斯飾演珍妮佛·「珍妮」·羅爾（Jennifer "Jenny" Rohr）

### 常駐角色
- 凱西·莫拉蒂（英语：Cathy Moriarty）飾演萊恩女士（Ma Ryan）
- 羅伊·克金飾演克萊·羅赫（Clay Roach）
- 凱文·鄧恩飾演納森·雷（Nathan Rey）
- 莎拉·夏希飾演瑞秋·班漢姆（Rachel Benham）
- 詹姆士·雷瑪飾演瑞奇·萊恩（Richy Ryan）

## 外部連結
- 互联网电影数据库（IMDb）上《山巔之城》的资料（英文）
- 豆瓣电影上《山巔之城》的資料 （简体中文）